# والپرسباخ
والپرسباخ (به آلمانی: Walpersbach) یک منطقهٔ مسکونی در اتریش است که در ناحیه وینر نوی‌اشتات-لاند واقع شده‌است. والپرسباخ ۱۶٫۴۴ کیلومتر مربع مساحت دارد ۳۱۷ متر بالاتر از سطح دریا واقع شده‌است.